# Нурафшан
Нурафшан (узб. Nurafshon / Нурафшон — букв. лучезарный, сияющий) — город областного подчинения, административный центр Ташкентской области Республики Узбекистан.
Население — 51 400 жителей (2021).

## История
Получил статус города в 1973 году. До 2017 года именовался Тойтепа (узб. Toʻytepa/Тўйтепа) и был городом районного подчинения Уртачирчикского района (бывший Среднечирчикский район).
25 августа 2017 года Сенат Олий Мажлиса Республики Узбекистан на своём пленарном заседании принял решение о переименовании города Тойтепа в Нурафшан.

## География

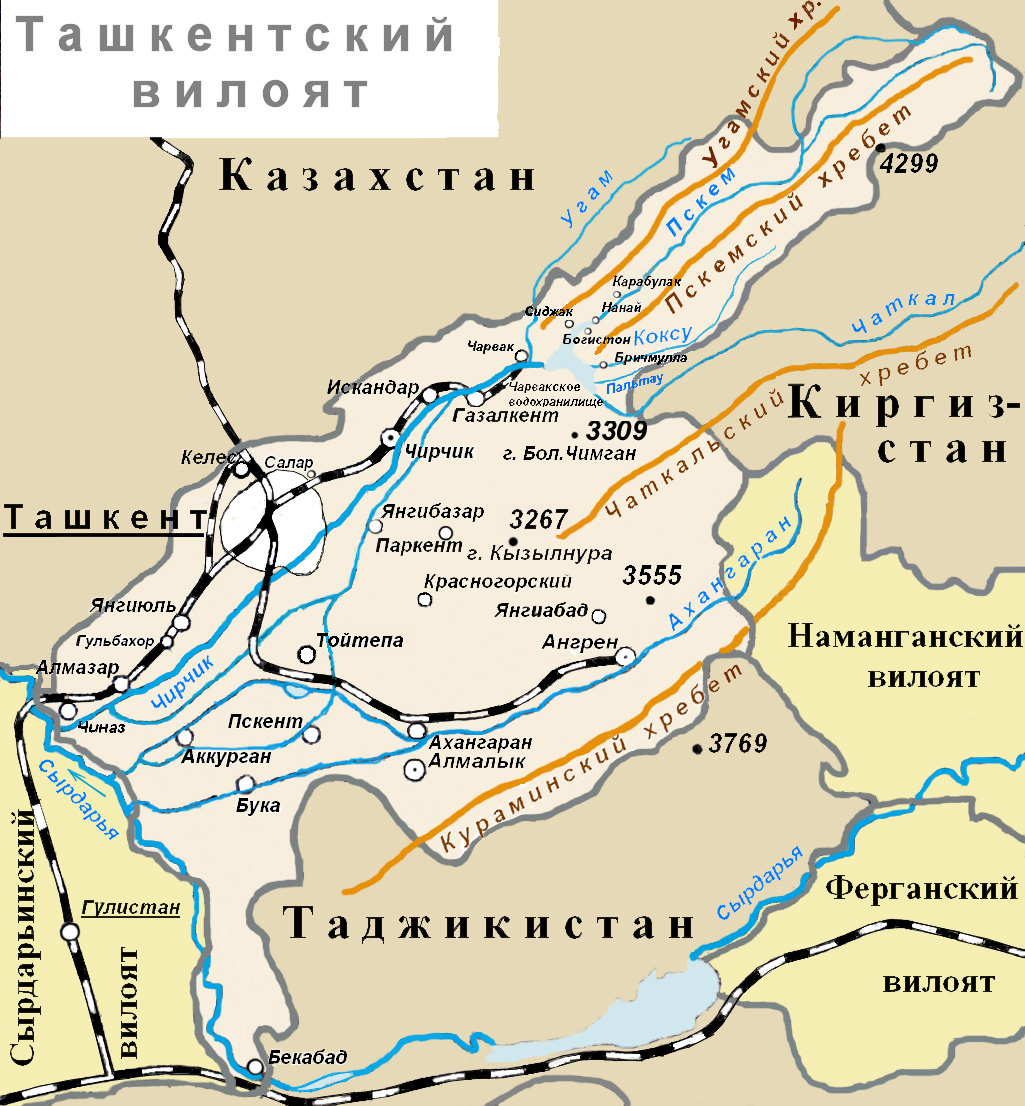
Карта — схема Ташкентской области

Город Нурафшан расположен в 4 км от железнодорожной станции Тойтепа, на автодороге Ташкент — Коканд, в 25 км к югу от Ташкента.

## Население
Численность населения Нурафшана по состоянию на 1 июля 2018 года — 49 731 человек. По оценочным данным, ранее население города составляло более 29 000 человек, а в 1975 году — 17 000 человек.

## Экономика
В городе имеется обогатительная фабрика алюминиевых руд, швейная фабрика, автотранспортные предприятия, предприятия обрабатывающей промышленности.

## Образование
В городе находится общеобразовательная средняя школа № 1 (бывшая имени А. С. Пушкина), которая является одной из самых старых школ города.
В школе есть русские и узбекские классы, а также делается упор на изучение иностранных языков английского, немецкого, французского и корейского.
Также в городе имеется общеобразовательная средняя школа № 48 (бывшая имени А. П. Гайдара, расположенная на улице Тошкент йули), в которой тоже есть русские и узбекские классы.
Имеется 28-я общеобразовательная казахскоязычная школа имени Абая.

## Достопримечательности
На западной окраине города (по дороге Нурафшан — Туябугуз) расположено городище Улькантойтепе, которое было сильно разрушено в результате размещения на нём военной части в Советское время.
Городище исследовалось: в 1875 году — Д. М. Гременицким, в 1884 году — Н. Примкуловым и Н. И. Веселовским, в 1890 году — И. И. Краузе, в 1896 году — членами Туркестанского кружка любителей археологии, в 1923 году — М. Е. Массоном, в 1929 году — А. А. Потаповым, в 1958 году — Ю. Ф. Буряковым и С. X. Ишанхановым.
Здесь проводились небольшие раскопки и археологические исследования. Сохранился лишь шахристан прямоугольной формы площадью в 20 га с цитаделью в северной части.
И цитадель, и шахристан обнесены оборонительными стенами, в последней — следы 4-х ворот. Мощность культурного слоя местами превышает 10 метров.
Имеющийся материал позволяет отнести обживание площади ко времени первых веков н. э., а расцвет жизни — к IX—X векам и особенно — к XI—XII векам.
Отождествлён со средневековым городом Нукетом. Описанный восточными географами в X—XII веках н. э. в эпоху Караханидов, определённое время являлся столицей владения Илак, в котором имелся свой монетный двор.
Во время проведения археологических исследований было обнаружено два оссуария, датируемых VI веком и относящихся к эпохе зороастризма. В данный момент они находятся в Музее истории народов Узбекистана в Ташкенте.

## Известные жители
- В городе проживал и похоронен полный кавалер ордена Славы Николай Иванович Голубничий.